# Lago Verde (Chubut)
El lago Verde es un pequeño lago de origen glacial (de unos 1,4 km²) ubicado en el parque nacional Los Alerces, provincia del Chubut, Argentina, en el departamento Futaleufú. Pertenece a la cuenca del río Futaleufú, que a través del río Yelcho, desagua a través del territorio chileno en el océano Pacífico.
Debe su nombre al color de sus aguas, producto de los sedimentos glaciares. Su afluente es el río Rivadavia (procedente del norte) y su desagüe es el río Arrayanes (ubicado hacia el sur). Ubicado a unos 40 km de Cholila, a sus orillas se encuentran dos localidades: Puerto Chucao y Lago Verde.